# Río Candeias
El río Candeias es un río brasileño, perteneciente a la cuenca meridional del Amazonas, que atraviesa el estado de Acre de sur a norte. Cerca de la desembocadura se encuentra el municipio de Candeias do Jamari, antes llamado Vila Candeias. En ese punto está la represa hidrelétrica de Samuel, que forma un lago donde se practica la pesca deportiva.
Nace en las serras dos Pacaás Novos, y desemboca en el río Jamari, afluente a su vez del Madeira, tras recorrer alrededor de 390 km. Sus coordenadas son 10°53′S 63°40′O / -10.883, -63.667
En su cuenca alta viven los karitianos, una etnia indígena compuesta por entre 50 y 100 personas, que vive aislada de otros pueblos, y que habla su propia lengua, perteneciente a la familia lingüística arikem. Están protegidos por la Fundación Nacional para los Pueblos Indígenas, que cuida de completar la demarcación en el río Candeias de sus tierras y expulsar a los invasores. 